# ガッ釣りGO!
『ガッ釣りGO!』（ガッつりゴー）は、セガ フェイブ（2024年3月まではセガ）より発売された中型マスメダルプッシャーゲーム。2021年4月15日稼働開始。『レッ釣りGO!』の続編。

## 遊び方
基本的なルールや遊び方は『レッ釣りGO!』（以下前作と呼称）と同様であるが、新ジャックポットチャレンジ「フィッシングRUSH」などの新要素が追加された。
前作と同様、フィールド上に存在する「ウキボール」を落とすことで魚釣りゲーム「フィッシングチャレンジ」に挑戦でき、そこで魚を釣れればメダルなどを獲得できる。
今作では以下の要素が追加された。
- 金の魚を逃した際、ランダムで金のウロコを獲得できるようになった。金のウロコは3枚集めることで、ミニ爆釣モード（後述）に突入する。
- サンライズJPまたはサンセットJPを獲得した際、キング/ビッグ針を獲得できるようになった。キング/ビッグ針を獲得すると、次回のフィッシングチャレンジにて必ずキングまたはビッグの魚がヒットする。キング/ビッグ針はウキウキチャンスでも低確率で出現する。

ビンゴカードも前作と同様に存在するが、サンライズJP、サンセットJP獲得直後に配られるスペシャルビンゴは廃止された。

## サテライトチャレンジ
フィールド上に存在する「金ボール」を5個落とすとサテライトチャレンジに突入する。今作では「フィッシングRUSH」のマスが追加されたが、メダル配当はすべて20枚となった。初期状態でのルーレットの割り当ては以下の通り。
- フィッシングRUSH x 1マス
- サンライズJPC x 1マス
- サンセットJPC x 1マス
- メダル20枚 x 9マス

JPチャンスのマスの追加やリセットの条件は前作と同様。「フィッシングRUSH」のマスも追加対象となる。

## ジャックポットチャレンジ
前作から存在するサンライズJPCとサンセットJPCに加え、今作では新たに「フィッシングRUSH」が追加された。その関係でサテライト1側のクルーンがフィッシングRUSH用のものに置き換わり、サンライズJPCおよびサンセットJPCの抽選はサテライト2側のクルーンのみで行うようになった。

### サンライズJPC / サンセットJPC
前作と同様、中央の液晶上に出現したボス魚の釣りに挑戦する。今作では新たな要素としてサンステップが追加された。これはサンライズJPCおよびサンセットJPCにてジャックポットの獲得に失敗した際1個獲得でき、3個集めると次回のサンライズJPCまたはサンセットJPCの際、上段クルーンの1mのマスが11mに変化する。

### フィッシングRUSH
バベルのメダルタワーのジャックポットチャレンジなどに類似した、終了の出目が出るまで継続するタイプのジャックポットチャレンジ。
上段のクルーンではヒットする魚を抽選する。魚の種類と釣った際に獲得できるメダル枚数は以下の通り。
- ヒトデ（10枚）
- エビ（20枚）
- タコ（30枚）
- カニ（50枚）
- タイ（70 - 300枚、メダル投入により枚数が増加）
- サメ（チャレンジ終了、クルーン上は「危」と表示）

下段ではヒットした魚が釣れるかどうか抽選する。釣れる確率は10分の7。逃げられた場合メダルは獲得できないが、サメがヒットしていた場合はチャレンジ継続となる。また逃げられた場合および赤い「釣＋」マスが抽選された場合、小魚を獲得できる。小魚を獲得した状態で魚を釣り上げると、1匹当たり1枚メダルに換算され、獲得できる（赤い「釣＋」マスが抽選された場合はその場で換算）。
前述の通りサメを釣った場合は基本的にチャレンジ終了となるが、メダルを1枚も獲得していない場合に限りサメが撃退され、チャレンジが継続する。さらにメダルを1枚も獲得していない状態でサメを3匹釣り上げると、「ブラックジャックポット」としてメダル1000枚を獲得できる（チャレンジ終了、小魚を獲得していた場合はその分のメダルも追加される）。
サメを釣ってチャレンジ終了となった際は、「ブラックジャックポット」獲得時を除き、コンティニューチャンス（後述）に挑戦可能。
また獲得枚数が9999枚（工場出荷時の設定）に到達した場合もチャレンジ終了となる。

## 爆釣モード
基本的なルールは前作と同様だが、今作では前述の通り、金の魚を逃した際にランダムで獲得できる金のウロコを3枚集めることで突入できるミニ爆釣モードが追加された他、エサがなくなった際コンティニューチャンス（後述）に挑戦できるようになった。
ミニ爆釣モードは通常の爆釣モードと比べ、以下の点が異なる。その他のルールは同一。
- 開始時のエサの個数（抽選回数）が3個。
- 獲得枚数の最大が3000枚。

## リトライチャンス・コンティニューチャンス
前作と同様、各種チャレンジにて失敗した場合、100円課金することでリトライチャンスに挑戦することができる。
今作ではコンティニューチャンスが追加された。フィッシングRUSHや爆釣モード（ミニ含む）が終了した際に挑戦することができ、当選することで継続できる。抽選方式はリトライチャンスと同様で、再度終了した際の再挑戦はできない。爆釣モードの場合、継続時に追加されるエサの数は、出目の個数に従う。

## Aime限定コンテンツ
今作においてもAimeを使用することで、メダルバンクから直接メダルを転送したり、限定コンテンツを利用したりすることができる。限定コンテンツの内容は前作と同様だが、新たに以下の要素が追加された。
- 図鑑をコンプリートした際に獲得できるメダル枚数が増加。
- 釣り大会にて上位に入賞した際に、賞金としてメダルを獲得できるようになった。